# Октобар: десет дана који су потресли свет
Октобар: десет дана који су потресли свет (рус. Октябрь: Десять дней, которые потрясли мир) је совјетски пропагандни филм из 1928. године, снимљен поводом десете годишњице Октобарске револуције. Уз Оклопњачу Потемкин (1925), која је снимљена за двадесетогодишњицу Руске револуције 1905, Октобар је најпознатији неми филм совијетског редитеља Сергеја Ајзенштајна.

## Радња
Филм почиње усхићењем након Фебруарске револуције и успостављања Привремене владе, приказујући рушење Царског споменика. Међутим, брзо се истиче да је то 'иста стара прича' о рату и глади под Привременом владом. Нагомилавање до Октобарске револуције драматизовано је међунасловима који обележавају датуме догађаја.
Април 1917 Владимир Лењин се враћа на петроградску финску железничку станицу препун присталица.
Јул 1917 На демонстрације на Невском тргу пуца војска. Влада наређује да се радничка класа одсече од центра града, а у драматичном низу мостови се подижу на којима су још увек тела бољшевика док буржоазија баца примерке бољшевичких новина у реку.
Сједиште бољшевика је такође уништено од стране владајуће класе, а Привремена влада наређује хапшење Лењина, који је отишао у илегалу, али наставља да руководи плановима за устанак. Лидер Привремене владе Александар Керенски је подругљиво окарактерисан и упоређен са механичким пауном и Наполеоном, пре него што је сатирично оптужен да претендује на руски трон.
Генерал Корнилов напредује са својим трупама ка Петрограду 'за Бога и земљу'. Док је влада беспомоћна, бољшевици се окупљају у одбрану. Бољшевици преузимају контролу над градским арсеналом и генерал Корнилов је ухапшен. Леци шире поруке револуције, а радници се обучавају да користе оружје за 'последњу и одлучујућу битку'.
Октобар 1917. Бољшевички комитет гласа за одобравање Лењиновог предлога за побуну.
24. октобар Лењин се враћа у Смолни после четири месеца скривања и преузима контролу над устанком уочи 25. октобра. Упућује се порука људима који проглашавају смјену Привремене владе 25. октобра у 10 часова.
25. октобар Крстарица Аурора упловљава док радници преузимају контролу над мостовима. Министар војни позива трупе у помоћ свргнутој влади, а Козаци и Женски батаљон смрти стижу у Зимски дворац и одмарају се на Царском билијарском столу. Привремена влада саставља апел грађанима покушавајући да поново потврди свој легитимитет, али те вечери се одржава конгрес са делегатима из свих делова земље и Совјети се гласају на власт.
Уз оружје и припреме Војнореволуционарног комитета, бољшевици одмах марширају на Зимски дворац и захтевају његову предају. Привремена влада, наизглед повучена, не даје никакав одговор. Женски батаљон смрти се предаје и убија своје претпостављене.
Група Совјета инфилтрира се у огромну палату кроз подруме и лоцира владине снаге унутра. Козаци се предају и придружују Совјетима. Мењшевици су на конгресу апеловали на бескрвни прекид сукоба, приказан као 'харпинг', на глухе уши.
Сигнал је дат пуцњем са Ауроре и почиње озбиљан напад. У епском врхунцу, Совјети масовно јуришају на палату и савладавају одбрамбене снаге. Војници у палати упадају у палату тражећи драгоцености, да би им Совјети празнили џепове након што се предају. Коначно, Совјети су разбили врата одаја Привремене владе и ухапсили чланове владе. Владимир Антонов-Овсејенко саставља званичну изјаву којом проглашава привремену владу. Сатови широм света су приказани како обележавају време успеха револуције док Совјети навијају.
26. октобар Нова влада креће у изградњу нове државе, доносећи уредбе о миру и земљи.

## Анализа
Након великог међународног успеха филма Оклопњача Потемкин (1925), Ајзенштајн је одлучио да додатно тестира границе кинематографског израза, још једном користећи владин задатак, како би створио монументални авангардни филм. Међутим, овога пута ова два циља су се показала неспојива. Иако Октобар садржи епизоде скоро трауматичног интензитета (демонстрације 3. јула 1917. године и рушење споменика Александру III, између осталог) и извор естетских открића, филм у целини остаје хладно идиосинкратичан и претерано интелектуализован. Његово континуирано мешање квази-документарних сцена са нескривеном комунистичком хагиографијом и комплексне симболике са демагошким фалсификовањем историје открива суштину  овог филма као идеолошког производа у служби совијетске политичке пропаганде у земљи и иностранству.

## Савремена критика
Ајзенштајнов проблематични филм поводом десете годишњице Октобар коначно је дебитовао у марту 1928. године. Потемкин и Октобар су Ајзенштајнови најпознатији неми филмови, а о последњем је много писано, како његов режисер, тако и други. На много начина, то је најпотпуније осмишљен и изведен пример Ајзенштајнове „интелектуалне монтаже“, јер се надао да ће кроз супротстављање објеката и снимака изразити идеје о Керенском и Привременој влади и донети суд о њима на језику филма.
Октобар је много интелектуалнији и тежи од Потемкина. Иако су неке од његових сцена међу најсјајнијим у Ајзенштајновом опусу, као што је она са девојком и мртвим коњем који полако падају са покретног моста, Октобру недостаје ритам и драматични интензитет који Потемкина чине ремек-делом. Октобар (засновано на Десет дана који су потресли свет Џона Рида) требало је да буде снимљена рекреација бољшевичког пуча у Петрограду, по истом редоследу као и неуспешна Москва у октобру Бориса Барнета. Ограничења снимљене историје су веома строга; у рукама умерено способног редитеља попут Барнета, ова ограничења су се показала погубном. Ајзенштајн је, међутим, произвео задивљујући, иако неуједначен, филм.*°
Велика мана је то што за разлику од Потемкина, Октобру недостаје људски интерес. Најразвијенији лик (или карикатура, у зависности од нечије тачке гледишта) је Александар Керенски (Николај Попов), чији су манири изузетно верно приказани на основу документарних снимака у Шубовом Паду династије Романов). С друге стране, док је радник Никандров, који је играо Лењина, упадљиво подсећао на вођу, он није оживео ништа од његовог личног магнетизма. Никандровова слабост у улози постала је прилично проблематична, а Лењинова удовица, Н. К. Крупскаја, била је веома критична због Лењиновог портрета (као и због превише честих појављивања Керенског на екрану). Крупскајина запажања о Октобру била су продорна: док је хвалила Ајзенштајнова осећања, веровала је да је његова симболика, посебно серија снимака богова и идола, неразумљива масама.
У Москви и Лењинграду критичка реакција била је помешана. Типични одговор је био невољно одобравање заједно са осудом опсесије филма „апстрактним стварима“ и симболима. Документаристкиња Есфир Шуб сматрала је да филм демонстрира узалудност екранизације „чињеница’, а критика филмских теоретичара (Адријан Пјотровски и Константин Державин) била је још оштрија, јер је филм оптужен за декаденцију, „естетизам“ и „формализам“. Барем неке од ових веома озбиљних оптужби за формализам и естетизам потекле су, зачудо, од левичара Осипа Брика и Виктора Перцова и формалисте Виктора Шкловског. Њихови коментари, иако тешки, били су интелигентни и праведни. Перцов се плашио да ће Ајзенштајн, који се сада надао да ће екранизовати Марксов Капитал (пројекат који никада није реализован), потпуно је одбацио човека на филму и кренуо ка чистом „стваризму“ (вешхизму). Заиста, Октобар је сам по себи могао да потврди потребу да се разговара о месту глумаца и хероја у совјетској кинематографији, јер је показао колико је совјетска авангарда била удаљена од наклоности обичних гледалаца. Совјетски Савез је сматран превише сиромашним да би платио луксуз чисте уметности, ма колико био велики уметник.
Званична филмска критика под покровитељством комунистичке партије је апсолутно негирала ове оптужбе и одлучно подржавала Октобар због његовог „огромног друштвено-политичког значаја“, а званичне рецензије су биле изузетно ентузијастичне, почињале или завршавале (према једном ироничном извештају) речима: „Октобар је нова, грандиозна победа. Сви радници, сви партијски и комсомолци треба да виде Октобар, октобар је у биоскопу, празник совјетске кинематографије.” Са друге стране, филмски професионалци (редитељи Всеволод Пудовкин и Алексеј Попов) бранили су филм као оригинално дело филмске уметности и правдали његове недостатке комплексношћу историјских догађаја које је требало пренети на филм и веома кратким роком (свега 8 месеци) одређеним за снимање филма.